# Boreaphilus komsomolkae
Boreaphilus komsomolkae  (лат.) — вид коротконадкрылых жуков подсемейства Omaliinae из семейства Стафилиниды. Эндемик России, хребет Хамар-Дабан (южная Сибирь). Длина тела около 3 мм. Окраска коричневая, брюшко темнее, почти чёрное. Ноги и усики желтовато-коричневые. Вид назван в честь популярной российской газеты «Комсомольская правда» («комсомолка»).

## Распространение
Россия: Южная Сибирь, хребет Хамар-Дабан.